# Qasr el-Abd

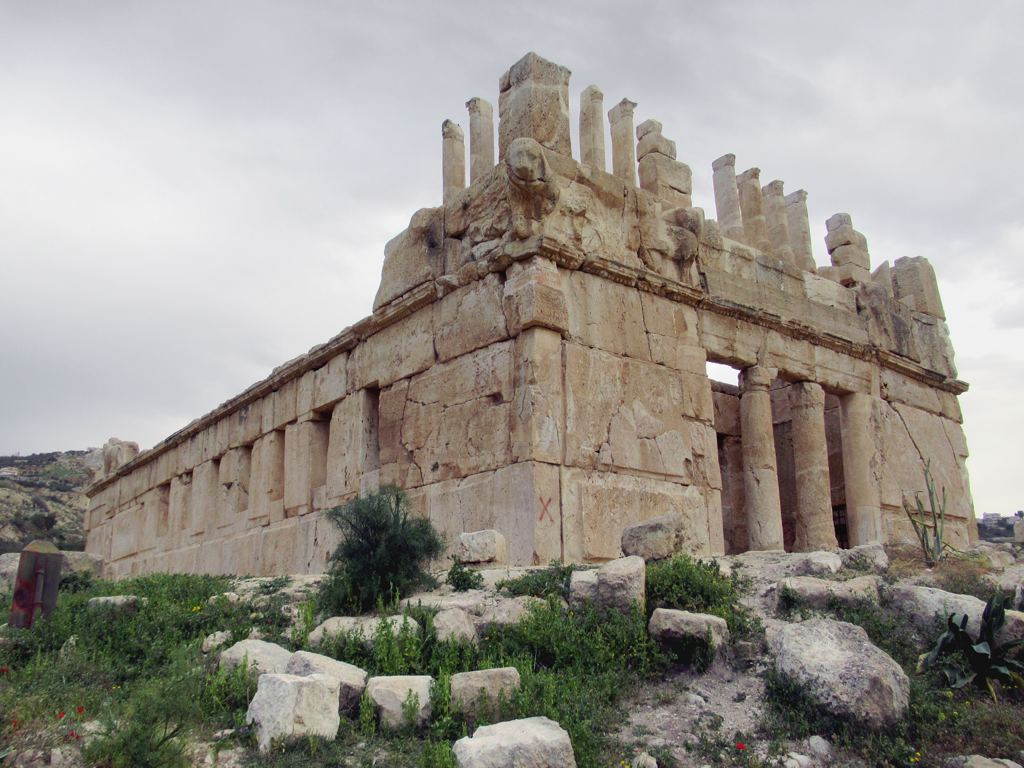
Außenansicht

Qasr el-Abd, arabisch قصر العبد, DMG Qaṣr al-ʿAbd ‚Sklavenburg‘, ist ein archäologischer Fundplatz nahe Iraq el-Amir in Jordanien, etwa 20 Kilometer westlich von Amman gelegen. Es handelt sich um ein repräsentatives Gebäude aus hellenistischer Zeit, sehr wahrscheinlich identisch mit dem von Flavius Josephus beschriebenen Palast Tyros des Tobiaden Hyrkanos. Der antike Name Tyros lebt weiter in dem arabischen Namen Wadi as-Sir, das Tal, in dem sich das antike Bauwerk befindet.

## Literarische Bezeugung

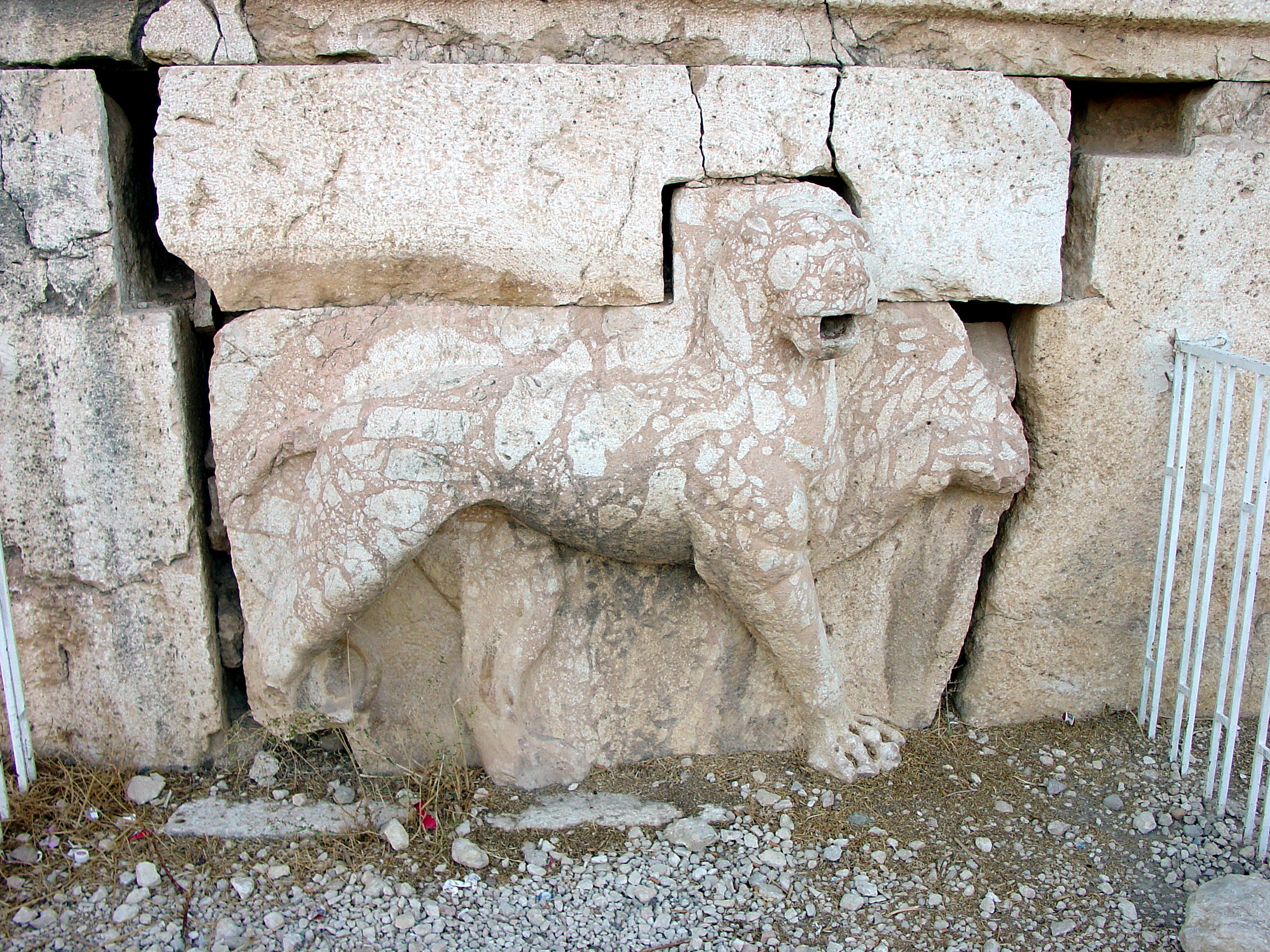
Leopardin als Wasserspeier

Hyrkanos, ein Parteigänger des Ptolemaios IV. (221 bis 204 v. Chr.), verließ seinen Wohnsitz in Jerusalem, als dort Konflikte zwischen Parteigängern der Ptolemäer und ihren Gegnern ausbrachen. Er zog sich auf die andere Seite des Jordan zurück „und errichtete eine starke Festung, die bis zum Dach aus weißem Marmor bestand, in den ringsum riesige Tierfiguren gemeißelt waren. Er umgab das Bauwerk mit einem weiten und tiefen Graben. Am gegenüberliegenden Steilabfall ließ er viele Stadien lang das überhängende Gestein abschlagen und Höhlen anlegen, die zum Teil für Festgelage, zum Teil für Wohn- und Schlafzwecke dienten. Er leitete reichlich Wasser zu, das seinen Sitz zugleich angenehm und schön machte ... Darüber hinaus legte er Tiergehege an, die wegen ihrer Größe bemerkenswert waren, und verschönerte sie durch ausgedehnte Gärten. Nachdem er den Palast so vollendet hatte, nannte er ihn Tyros.“ (Flavius Josephus, Jüdische Altertümer 12,229–234)
Nachdem Hyrkanos seine Besitzungen verloren hatte, beging er Selbstmord. Der um 181 begonnene Bau wurde darum ab etwa 175 nicht mehr weitergebaut. Er war unvollendet, blieb aber bewohnt, bis er in einem schweren Erdbeben des Jahres 363 n. Chr. zerstört wurde.

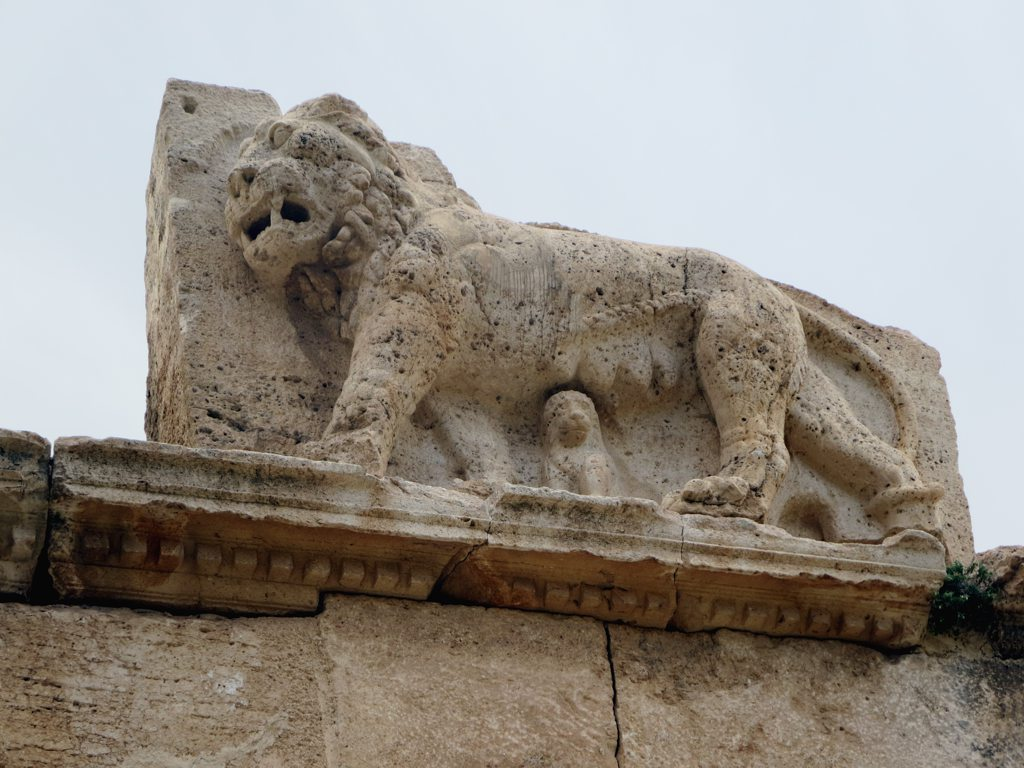
Löwe in situ.

## Baubeschreibung
Das repräsentative, einst zweistöckige Gebäude befindet sich auf einer künstlichen Terrasse mitten in einem heute ausgetrockneten See. Die Grundfläche misst 37,5 × 18,75 m. Der Zugang erfolgt von Osten über einen Damm und durch ein monumentales Tor. Der ursprüngliche Eingang mit zwei Vorräumen war auf der Nordseite, die sich mit zwei korinthischen Säulen zwischen Halbsäulen und den sich anschließenden Wandflächen öffnet. Zwei Vorräume von querrechteckigem Grundriss schlossen sich an. Sie wurden von zwei kleineren Räumen an den Schmalseiten flankiert. Wenigstens der nordöstliche dieser rund 3,50 × 5,00 Meter großen Räume beherbergte ein Treppenhaus, entsprechende Stufen waren dort erhalten. Im korrespondierenden nordwestlichen Raum konnten sie nicht nachgewiesen werden. Die Fassade der Südseite nahm das Motiv der Nordfront auf, führte aber nur in einen abgeschlossenen Raum, über den der innere Hauptbereich nicht zu erreichen war. Auch hier befanden sich kleinere Seitenräume, die nur über den inneren Hauptraum betreten werden konnten. Die Längsseiten des Sockelgeschosses weisen je sieben Fenster auf. Innen läuft an den Fenstern jeweils ein Korridor entlang; zwischen den Korridoren befindet sich eine Zentralgruppe von vier Räumen ohne Licht von außen. An den Ecken standen Pilaster mit korinthischen Kapitellen. 
An verschiedenen Stellen befinden sich Löwen- und Felidendarstellungen:
- Löwenfries an den vier unteren Ecken des oberen Stockwerks;
- Relief einer schreitenden Leopardin aus Dolomit, deren Maul als Wasserspeier diente, sekundär eingesetzt in die Ostwand;
- Schreitender Löwe in situ an der Ostseite.

## Offene Fragen

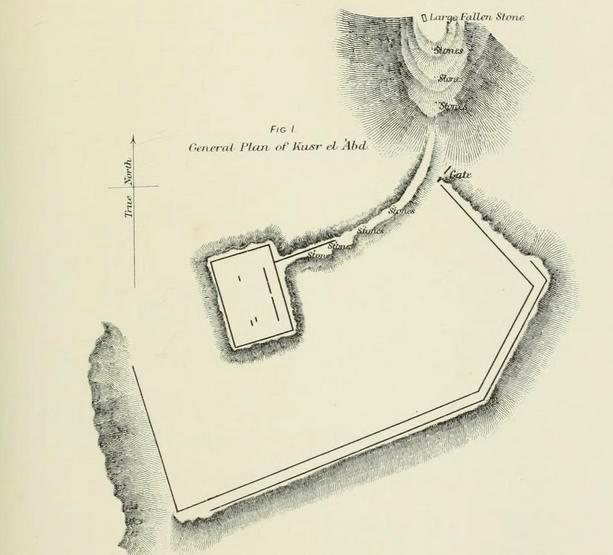
Lageplan von Qasr el Abd (Claude Conder).

Die Funktion des Bauwerks ist trotz der Beschreibung bei Josephus unklar. Wegen der dünnen Wände und der vielen Fenster kann es keine Festung gewesen sein. Jedenfalls das Untergeschoss war wegen der Raumaufteilung so dunkel, dass die Beschreibung Palast auch nicht recht passt. Für eine Deutung als Tempel fehlt das Vergleichsmaterial.